# Chicama (Peru)
Chicama ist ein Ort und Verwaltungssitz (pueblo capital) des gleichnamigen Distrikts in der Provinz Ascope der Region La Libertad in Nordwest-Peru.

## Geographie
Chicama liegt 18 km von der Pazifikküste entfernt am Ostrand des Chicama-Tales. Der Fluss Río Chicama fließt 4 km nordwestlich an der Stadt vorbei und mündet knapp 19 km südwestlich ins Meer. 
Im Umland von Chicama wird bewässerte Landwirtschaft betrieben. Neben Chicama gibt es im Distrikt noch die größeren Orte (centros poblados) Sausal und Chiclín.
Beim Zensus 2017 wurden in Chicama 5815 Einwohner gezählt.

## Geschichte
Der Ort geht auf eine Gründung durch Diego de Mora, Gouverneur des spanischen Kolonialreiches, Anfang des 16. Jahrhunderts zurück. Der damals noch als Chacma bekannte Ort diente der Verwaltung der ländlichen Ortschaften im unteren Chicama-Tal. Ende des 18. Jahrhunderts wurde der Ort in Chicama umbenannt.

## Verkehr
Die Nationalstraße 1N (Panamericana) führt an Chicama vorbei. Diese führt nach Süden zu der 30 km entfernten Großstadt Trujillo. In nördlicher Richtung überquert die Fernstraße den Río Chicama und führt weiter nach Chiclayo.
Chicama lag an der in den 1870er Jahren eröffneten Bahnstrecke Puerto Salaverry–Ascope. Hier lag ein Verzweigungsbahnhof an dem die Bahnstrecke Chicama–Punta Moreno in das Tal des Río Chicama abzweigte. Der Eisenbahnverkehr wurde hier 1967 aufgegeben.